# Comuna Holubkove, Novomîkolaiivka
Holubkove (în ucraineană Голубкове) este o comună în raionul Novomîkolaiivka, regiunea Zaporijjea, Ucraina, formată din satele Holubkove (reședința), Kîiivske, Novoukraiinka și Sorociîne.

## Demografie
Componența lingvistică a comunei Holubkove
     Ucraineană (90,27%)
     Rusă (9,64%)
     Alte limbi (0,1%)
Conform recensământului din 2001, majoritatea populației comunei Holubkove era vorbitoare de ucraineană (90,27%), existând în minoritate și vorbitori de rusă (9,64%).